# Isochlora leuconeura
Isochlora leuconeura är en fjärilsart som beskrevs av Rudolf Püngeler 1904. Isochlora leuconeura ingår i släktet Isochlora och familjen nattflyn. Inga underarter finns listade i Catalogue of Life.